# 262972 Petermansfield
262972 Petermansfield è un asteroide della fascia principale. Scoperto nel 2007, presenta un'orbita caratterizzata da un semiasse maggiore pari a 2,7029553 UA e da un'eccentricità di 0,0511985, inclinata di 2,72976° rispetto all'eclittica.